# Ирназарова, Камола Ойбековна
Камола Ойбековна Ирназарова (узб. Kamola Oybekovna Irnazarova; 25 апреля 2002 года, Ташкент, Узбекистан) — узбекская спортсменка по художественной гимнастике, мастер спорта Узбекистана международного класса, капитан сборной Узбекистана. В 2021 году стала чемпионкой Азии по художественной гимнастике в групповых упражнениях в многоборье, с мячами, с обручами и булавами. Участница Летних Олимпийских игр 2020.

## Карьера
С трёх лет, вслед за старшей сестрой, начала заниматься художественной гимнастикой в Ташкенте у тренера Влады Эштаевой, позже у Ирины Кудряшевой, а затем у Лилии Власовой. В 2017 году попала в сборную Узбекистана.
В 2019 году на Чемпионате Азии по художественной гимнастике в Паттайи (Таиланд) Камола в составе команды Узбекистана завоевала две золотые медали в упражнении с пятью мячами и обручами с булавами, а в многоборье серебряную медаль. На этапе Кубка мира по художественной гимнастике в Ташкенте в командном многоборье завоевала серебряную медаль. На Гран-при Москвы в групповых упражнениях завоевала бронзовую медаль в многоборье.
В 2021 году на Чемпионате Азии по художественной гимнастике в Ташкенте в групповых упражнениях завоевала в составе сборной три золотые медали в многоборье (результат 83,950), с мячами (результат 44,100), с обручем и булавой (результат 41,700). Победа на Чемпионате Азии по художественной гимнастике сборной Узбекистана под руководством российского тренера Екатерины Пирожковой дала возможность участвовать сборной Узбекистана на Летних Олимпийских играх в Токио (Япония). В этом же году на этапе Кубка мира по художественной гимнастике в Ташкенте в групповых упражнения завоевала в составе сборной в многоборье и с мячами золотые медали, а с обручами и булавами серебряную медаль. На Гран-при Москвы в групповых упражнениях завоевала бронзовые медали в многоборье и с пятью мячами.